# Hans Rosenfeldt
Hans Rosenfeldt (Boras, 13 de julho de 1964) é um roteirista, apresentador de rádio, romancista e ex-ator sueco. Ele é co-autor das séries De drabbade (2003) e Oskyldigt dömd (2008-09), criou a série escandinava The Bridge (2011-presente), e a série Marcella da ITV/Netflix.

## Biografia
Hans Rosenfeldt rabalhou como tratador de leões marinhos, motorista, professor e ator até 1992 quando começou a escrever para a televisão. Escreveu roteiros para mais de vinte séries e já foi apresentador de programas de rádio e televisão. É o criador da série sueca de maior sucesso - a premiada série policial Bron (The Bridge), reproduzida em mais de 170 países e com remakes nos EUA, com o mesmo nome, e em França (The Tunnel), essa é série de TV sueca mais vendida internacionalmente de todos os tempos, e Marcella, série original da Netflix vencedora do Emmy. Outro trabalho dele é a adaptação do livro Garotas em Chamas, de C. J. Tudor, para as telas.
Junto com o escritor Michael Hjorth, compôs diversos romances policiais que já venderam mais de cinco milhões de exemplares. Rosenfeldt também adora jogar videogame e estar em companhia de sua esposa e filhos.

### Série do Sebastian Bergman
Série escrita em coautoria com Michael Hjorth.
1. Det fördolda (2011) em Portugal: Segredos Obscuros (Suma de Letras, 2018)
2. Lärjungen (2012) em Portugal: O Discípulo (Suma de Letras, 2020)
3. Fjällgraven (2014) em Portugal: O Homem Ausente (Suma de Letras, 2017)
4. Le stumma Flickan (2014) em Portugal: A Menina Silenciosa (Suma de Letras, 2022)
5. De Underkända (2015) em Portugal: O Castigo dos Ignorantes (Suma de Letras, 2018)
6. En högre rättvisa (2018) em Portugal: Mentiras Consentidas (Suma de Letras, 2019)
7. Som man sår (2021) em Portugal: Verdades Ocultas (Suma de Letras, 2021)
8. Skulden man bär (2024) em Portugal: O Peso da Culpa (Suma de Letras, 2024)

### Livro isolado
- Vargasommar (2020) em Portugal: O Verão do Lobo (Suma de Letras, 2022) no Brasil: Na Boca do Lobo (Trama, 2022)